# Pselliophora pallitibia
Pselliophora pallitibia är en tvåvingeart som beskrevs av Yang 1988. Pselliophora pallitibia ingår i släktet Pselliophora och familjen storharkrankar. Inga underarter finns listade i Catalogue of Life.